# Olena Khomrova
Olena Khomrova (née le 16 mai 1987 à Mykolaïv) est une escrimeuse ukrainienne pratiquant le sabre. Elle est championne olympique à l’épreuve du sabre par équipe aux Jeux olympiques d'été de 2008 à Pékin.

## Palmarès
- Jeux olympiques
  -  Championne olympique au sabre par équipe aux Jeux olympiques de 2008 à Pékin

- Championnats du monde d'escrime
  -  Médaille d'or par équipes aux championnats du monde d'escrime 2009 à Antalya
  -  Médaille d'argent par équipes aux championnats du monde d'escrime 2012 à Kiev
  -  Médaille d'argent par équipes aux championnats du monde d'escrime 2011 à Catane
  -  Médaille d'argent par équipes aux championnats du monde d'escrime 2007 à Saint-Pétersbourg
  -  Médaille de bronze aux championnats du monde d'escrime 2010 à Paris

- Championnats d'Europe d'escrime
  -  Médaille de bronze aux championnats d'Europe d'escrime 2008 à Kiev